# Multitasken

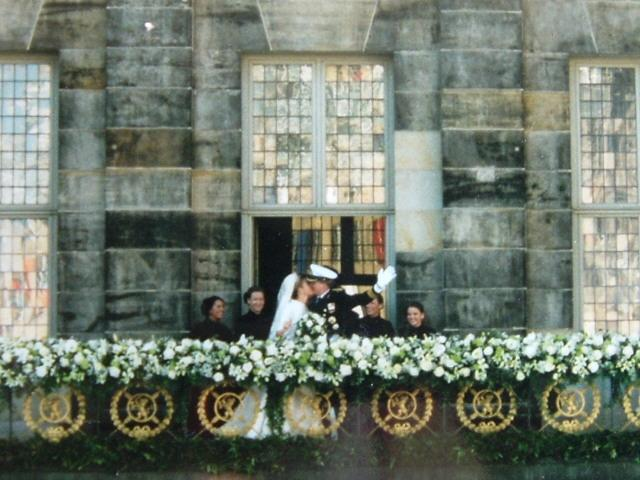
Kroonprins Willem Alexander zoent zijn bruid en zwaait naar het publiek: een voorbeeld van eenvoudige multitasking

Multitasken is het uitvoeren van meerdere handelingen of processen op hetzelfde moment. Multitasken wordt vaak geassocieerd met het snelle bedrijfsleven. De term is afkomstig uit de computerwereld, waar met multitasking wordt bedoeld dat verschillende computerprogramma's tegelijkertijd actief zijn, gebruikmakend van dezelfde processor.
Een voorbeeld van multitasken is het tegelijkertijd lezen van e-mail, het eten van een maaltijd en het voeren van een telefoongesprek.

## Inefficiënt
Volgens sommigen is het uitvoeren van meerdere taken tegelijkertijd inefficiënt en kost het uiteindelijk meer tijd. Dit komt ten eerste doordat constant de concentratie verlegd moet worden. Ten tweede krijgt het brein last van het Stroop-effect, waarbij deze automatisch de gemakkelijke handelingen als eerste uitvoert, en de meer gecompliceerde handelingen op een tweede plan zet.

## Switchtasken
Hoewel het als multitasken wordt beschouwd, zijn vele van de 'beoefenaars' feitelijk bezig met snel switchtasken. Omdat het menselijk brein niet in staat is om meerdere enigszins complexe handelingen tegelijkertijd uit te voeren. Om die reden wisselen mensen die veel dingen tegelijk doen steeds, en soms enkele keren per seconde, van handeling. Exemplarisch is het handheldtelefoneren als bestuurder in een rijdende auto, waarbij constant de concentratie wordt afgewisseld tussen het verkeer en het telefoongesprek.